# Raimondo Lupi
Raimondo Lupi (de' Lupis) (Soragna, 1409 – Milano, 10 maggio 1484) è stato un giurista e diplomatico italiano.

## Biografia
Era figlio di Francesco, marchese di Soragna e intraprese gli studi giuridici.
Nel 1447 su consiglio del padre entrò al servizio di Ludovico II Gonzaga, marchese di Mantova, come ambasciatore presso il Ducato di Milano.

Nel 1462 fu inviato a Monaco per concordare il matrimonio di Federico I Gonzaga con Margherita di Wittelsbach, che avvenne a Mantova il 10 maggio 1463.

Nel 1467 si trasferì a Milano passando al servizio di Galeazzo Maria Sforza, che per l'occasione lo confermò marchese di Soragna.

Morì nel 1484.
Raimondo Lupi di Soragna fu probabilmente ritratto dal pittore Andrea Mantegna nella celebre Camera degli Sposi del Castello di San Giorgio a Mantova accanto al marchese Ludovico. Potrebbe anche trattarsi del diplomatico Marsilio Andreasi, dei nobili Andreasi di Mantova, oppure il fratello del marchese, Alessandro.